# Миссия: Неадекватна
«Миссия: Неадекватна» (англ. Army of One) — американский комедийный фильм 2016 года. Основан на реальных событиях.

## Синопсис
Гари Фолкнер верит, что Бог поручил ему поймать Усаму бен Ладена, и отправляется за террористом в Пакистан.

## В ролях
| Актёр                | Персонаж        |
| -------------------- | --------------- |
| Николас Кейдж        | Гари Фолкнер    |
| Венди Маклендон-Кови | Марси Митчелл   |
| Рэйн Уилсон          | агент Саймонс   |
| Рассел Брэнд         | Бог             |
| Денис О’Хэр          | агент Досс      |
| Пол Шир              | Пиклз           |
| Амер Чадха-Патель    | Усама бен Ладен |

## Отзывы
На сайте-агрегаторе рецензий Rotten Tomatoes фильм имеет рейтинг 25 % со средней оценкой 4,3 из 10 на основе 12 отзывов. Майк Ружо из IGN дал картине 4 балла из 10 и отметил, что герой, сыгранный Кейджом, сильно отличается от настоящего человека, на котором он основан. Джордан Хоффман из The Guardian присвоил фильму 1 звезду из 5 и посчитал, что «Николас Кейдж может быть забавным», «но он не блестящий комик». Джесси Хассенгер из The A.V. Club поставил комедии оценку «C+». Питер Дебрюге из Variety написал, что на роль Фолкнера лучше подошёл бы Тим Блейк Нельсон.